# 241ª Brigata di difesa territoriale
La 241ª Brigata autonoma di difesa territoriale (in ucraino 241-ша окрема бригада територіальної оборони?, 241-ša okrema bryhada terytorial'noї oborony, unità militare A4076) è un'unità delle Forze di difesa territoriale dell'Ucraina della città di Kiev, subordinata al Comando operativo "Nord" delle Forze terrestri.

## Storia
La brigata è stata creata il 14 aprile 2022, in seguito all'Invasione russa dell'Ucraina, reclutando personale proveniente dalla città di Kiev. Il nucleo della brigata è stato costituito a partire dal 241º Battaglione di difesa territoriale (unità militare A4081) della 112ª Brigata, la quale era stata espansa fino a contare 12 battaglioni grazie all'enorme afflusso di volontari nei primi giorni di guerra e perciò ne ha trasferiti altri 5 alla nuova unità. In primavera ha svolto diverse esercitazioni in previsione del futuro impiego in combattimento.
Durante l'estate la brigata preso parte alla difesa della regione di Charkiv, dove a luglio il ministero della difesa russo ha dichiarato, senza prove, di aver distrutto il centro di comando del 242º Battaglione presso Derhači. Ad agosto è stata trasferita nell'oblast' di Cherson, in particolare lungo il corso del fiume Inhulec' a sud di Snihurivka. Nei mesi autunnali è invece stata schierata a Bachmut, dove è stata impiegata a difesa della città a causa dell'intensificarsi degli attacchi russi. In questo settore a metà novembre è morto in combattimento il comandante del 243º Battaglione, tenente colonnello Armen Aslanjan. All'inizio di febbraio 2023 è stata impiegata in un contrattacco locale per riprendere il villaggio di Blahodatne, poco a nord di Bachmut. Con lo stringersi dell'assedio nel mese di marzo ha combattuto all'interno del centro urbano, affiancata dalla 3ª Brigata operativa della Guardia nazionale e dalla 93ª Brigata meccanizzata. A maggio un battaglione della brigata è rimasto schierato nella zona nord della città, affiancato da uno della 125ª Brigata di difesa territoriale.
Militari della brigata sono presenti nel videoclip della canzone "Fortezza Bachmut" della band ucraina Antytila, registrato proprio durante la battaglia di Bachmut all'inizio del 2023. In seguito alla caduta della città alla fine di maggio la brigata è rimasta schierata nell'oblast' di Donec'k. Il 2 ottobre 2023 la brigata ha ricevuto la bandiera di guerra da parte del comandante in capo delle Forze di difesa territoriale Ihor Tancjura. L'8 ottobre è caduto in azione nei pressi di Sivers'k il comandante del 206º Battaglione, tenente colonnello Vitalij Baranov. Alla fine del 2023 il 251º Battaglione di difesa territoriale (unità militare А4643) è stato riorganizzato come 48º Battaglione d'assalto (unità militare А4945) e riassegnato alla 123ª Brigata di difesa territoriale. Successivamente il 251º Battaglione è stato però ricostituito in seno alla brigata.
Nei primi mesi del 2024 la brigata è stata impiegata a difesa dei villaggi fra Bachmut e Časiv Jar contro l'offensiva invernale russa. A partire da giugno ha mantenuto le proprie posizioni nei sobborghi orientali della città, affiancando la 41ª Brigata meccanizzata ed elementi della Brigata presidenziale. All'inizio di agosto elementi del 252º Battaglione della brigata hanno effettuato un'incursione nell'oblast' di Belgorod, occupando il villaggio di Poroz. Il 6 dicembre 2024, in occasione della Giornata delle Forze Armate, la brigata è stata insignita del titolo onorifico "Per il Valore e il Coraggio" da parte del presidente ucraino Volodymyr Zelens'kyj.

## Struttura
- Comando di brigata[21]
- 130º Battaglione di difesa territoriale (Distretto di Solom"janka, unità militare А7296)[22]
- 204º Battaglione di difesa territoriale (Distretto di Holosiïv, unità militare А7373)[23]
- 205º Battaglione di difesa territoriale (Distretto di Pečers'k, unità militare А7374)[24]
- 206º Battaglione di difesa territoriale (Distretto di Podil, unità militare А7375)[25]
- 207º Battaglione di difesa territoriale "Porta d'Oro" (Distretto di Ševčenko, unità militare А7376)[26]
- 242º Battaglione di difesa territoriale (Distretto di Holosiïv, unità militare А4246)[27]
- 243º Battaglione di difesa territoriale (Distretto di Solom"janka, unità militare А4247)[28]
- 251º Battaglione di difesa territoriale (unità militare A4644)[29]
- 252º Battaglione di difesa territoriale (unità militare А4659)[30]
- Compagnia sistemi senza pilota "Vyrij"
- Unità di supporto

## Comandanti
- Colonnello Eduard Pisoc'kyj (aprile 2022 - maggio 2023)[31]
- Colonnello Vsevolod Pavlikov (maggio 2023 - settembre 2023)[32]
- Colonnello Vadym Ozirnyj (settembre 2023 - giugno 2024)[33]
- Colonnello Oleksandr Vološyn (giugno 2024 - in carica)[34]